# Útěk a vyhnání Němců z Východních území

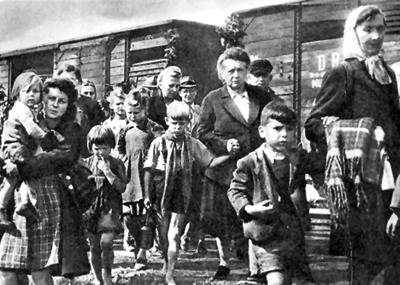
Vysídlení Němců z Československa: odsunutí sudetští Němci čekají na transport

Útěk a vyhnání Němců z německých Východních území a ze Středovýchodní, Východní a Jihovýchodní Evropy označuje události z let 1945 až 1950.

## Průběh
V posledních měsících druhé světové války a krátce po jejím skončení se odehrál hromadný útěk, nucené vysídlení či deportace velké části kdysi původních německojazyčných skupin obyvatelstva. Tyto události se dotkly asi 12 až 14 milionů Němců na Východních územích Německé říše a německy hovořících obyvatel ze středovýchodní, Východní a jihovýchodní Evropy. Tyto události byly přímým důsledkem nacionálně socialistické krutovlády a válečných zločinů spáchaných ve středovýchodní a jihovýchodní Evropě a s tím souvisejících územních ztrát Německé říše v nových hranicích, které určila jednání vítězných mocností (USA, Sovětský svaz, Velká Británie) na Postupimské konferenci v roce 1945.
V letech 1945–1948 bylo ze střední a východní Evropy přemístěno přibližně 13 239 000 Němců. Celkem bylo ve střední a východní Evropě vyhnáno 31 miliónu lidí různých národů. Rovněž Češi, potomci exulantů z doby pobělohorské, byli ze svých osad na území bývalého Pruského Slezska vyhnáni Poláky a k jejich repatriaci do vlasti došlo jen částečně.
Poválečné vysídlení Němců z Československa bylo často doprovázeno násilím, bezprávím a brutálním zacházením. Odhaduje se, že při odsunu a v jeho důsledku zemřely desítky tisíc osob. Česká historická komise uvádí minimálně 19 000 obětí násilí během odsunu (včetně sebevražd, nemocí, zavražděných).
- Masakr v Rovensku pod Troskami (10. května 1945), 365 mrtvých
- Brněnský pochod smrti (30.–31. května 1945), přibližně 500–1700 mrtvých
- Masakr u Dobronína (květen–červen 1945), přibližně 15–30 mrtvých
- Postoloprtský masakr (3.–7. června 1945), minimálně 763 mrtvých
- Masakr na Švédských šancích (18.-19. června 1945),  267 mrtvých
- Ústecký masakr (31. července 1945), přibližně 43–100 mrtvých